# Giacomo Boncompagni (Kardinal)

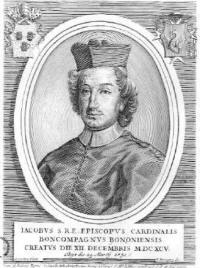
Kardinal Giacomo Boncompagni in jüngeren Jahren (Porträtstich eines unbekannten Meisters)

Kardinalswappen (modernes Schema)

Giacomo Boncompagni, auch Giacomo Buoncompagni (* 15. Mai 1652 in Isola del Liri; † 24. März 1731 in Rom) war ein italienischer Geistlicher, Erzbischof von Bologna und Kardinal der Römischen Kirche.

## Leben
Er entstammte der Familie der Herzoge von Sora und war ein Großneffe des Erzbischofs von Neapel Kardinal Francesco Boncompagni, Neffe des Erzbischofs von Bologna Kardinal Girolamo Boncompagni, und Großonkel des Kardinals Gregorio Salviati. Ferner war er verwandt mit Kardinal Tommaso Ruffo. Bereits im jungen Alter wurde er Ritter des Souveränen Malteserordens. Er ging nach Rom, um die geistliche Laufbahn einzuschlagen, studierte an der Universität La Sapienza und wurde dort am 30. März 1676 zum Doctor iuris utriusque promoviert. 1676 war er Gouverneur von Orvieto; unter dem Pontifikat Alexanders VIII. war er Vize-Gouverneur von Fermo.
Am 17. April 1690 wurde Giacomo Boncompagni zum Erzbischof von Bologna ernannt, unter Dispens davon, dass er noch nicht die Priesterweihe empfangen hatte. Am 4. Mai 1690 wurde er Päpstlicher Thronassistent. Die Bischofsweihe spendete ihm am 7. Mai desselben Jahres in der römischen Kirche San Marco Kardinal Gasparo Carpegna.
Papst Innozenz XII. kreierte Boncompagni im Konsistorium vom 12. Dezember 1695, dem ersten dieses Papstes, zum Kardinal und ernannte ihn zum Kardinalpriester. Den Kardinalshut und Santa Maria in Via als Titelkirche erhielt Giacomo Boncompagni am 2. Januar 1696. Er vertrat als legatus a latere den Papst bei der Eheschließung von Kaiser Joseph I. mit Wilhelmine Amalie von Braunschweig-Lüneburg. Nach dem Tod Innozenz’ XII. nahm Kardinal Boncompagni am Konklave 1700 teil, aus dem Clemens XI. als Papst hervorging. Ebenso war er Teilnehmer des Konklave 1721, das Papst Innozenz XIII. wählte, ferner des Konklave 1724, das in der Wahl von Papst Benedikt XIII. mündete. Am 12. Juni 1724 optierte er zur Kardinalsklasse der Kardinalbischöfe und zum suburbikarischen Bistum Albano, wobei er weiterhin den erzbischöflichen Stuhl von Bologna innehatte. Auch am Konklave 1730 mit der Wahl von Papst Clemens XII. nahm Giacomo Boncompagni teil.
Er starb im Konvent der Theatiner in Rom. Beigesetzt wurde er zunächst in der römischen Kirche Sant’Andrea della Valle, bevor seine sterblichen Überreste in die Kathedrale von Bologna überführt und an der Seite seines Onkels Kardinal Girolamo Boncompagni bestattet wurden.